# Mir Qasim
Mir Qasim Ali Khan (... – Kotwal, 1777) è stato un nobile indiano.
Nel 1760 fu nominato dagli Inglesi nababbo del Bengala in sostituzione di Mir Jafar, che aveva tradito il Regno Unito a favore dei Paesi Bassi.
Qasim si ribellò prestò ai colonizzatori e, a capo di una coalizione militare indigena, fronteggiò nel 1764 gli Inglesi a Baksar riportando una cocente sconfitta.